# Jimmy Palmiotti
Compléments
Painkiller Jane
Dead Space
Jimmy Palmiotti  est un dessinateur, éditeur et auteur de comics américain.

## Biographie
Jimmy Palmiotti travaille pour  DC Comics, Marvel Comics et Event Comics. Il devient populaire grâce à ses dessins pour Deadpool & Painkiller Jane. Il est le compagnon de la dessinatrice Amanda Conner.

## Publications
- Le Punisher
- Ghost Rider
- The 'Nam (Marvel comics)
- Marvel 2099
- Shang-Chi: Master of Kung Fu (Marvel Comics)
- Catwoman (Batman)
- Deadpool (Marvel Comics)
- Heroes For Hire (Marvel Comics)
- Hawkman (DC Comics)
- Superboy (DC Comics)
- Monolith (avec Phil Winslade, DC Comics, 2004-2005)
- Jonah Hex (DC Comics) avec Justin Gray
- The Hills Have Eyes: The Beginning, 2007 (Fox Atomic Comics)
- Painkiller Jane (avec Joe Quesada) (Event Comics)
- Shanna (Marvel Comics)
- 21 Down (Wildstorm)
- Vampire Hunter D: American Wasteland (Devil's Due Publishing)
- Countdown to Final Crisis (DC Comics)
- The Last Resort (IDW Publishing)
- Random Acts Of Violence avec Giancarlo Caracuzzo & Paul Mounts

## Autres média
Filmographie

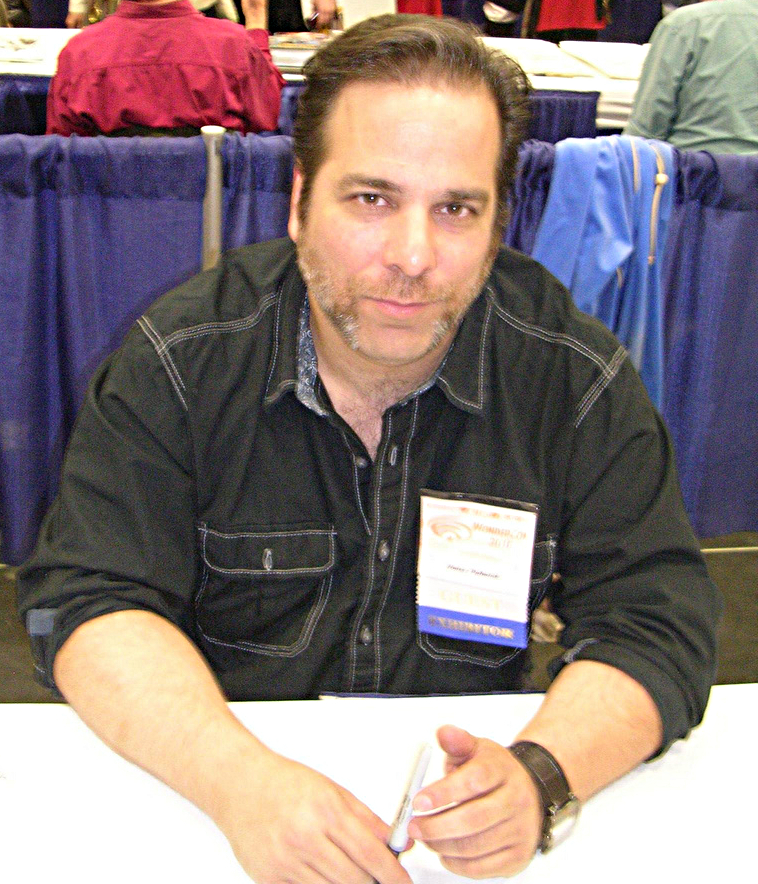
Jimmy Palmiotti en 2010

- 2008 : Speed Racer: The Next Generation, (animation) (Lions Gate Entertainment)
- 2007 : Painkiller Jane (série télévisée)
- 1999 : Virus (film, 1999)
- 1997 : Chasing Amy

Jeux
- 2008 : Mortal Kombat vs. DC Universe
- 2008 : Dead Space coscénariste Justin Gray
- 2007 : Ghost Rider scénario avec Garth Ennis